# (32355) 2000 QA122
2000 QA122 (asteroide 32355) é um asteroide da cintura principal. Possui uma excentricidade de 0.12592230 e uma inclinação de 12.13247º.
Este asteroide foi descoberto no dia 25 de agosto de 2000 por LINEAR em Socorro.